# Kruchaweczka zaroślowa

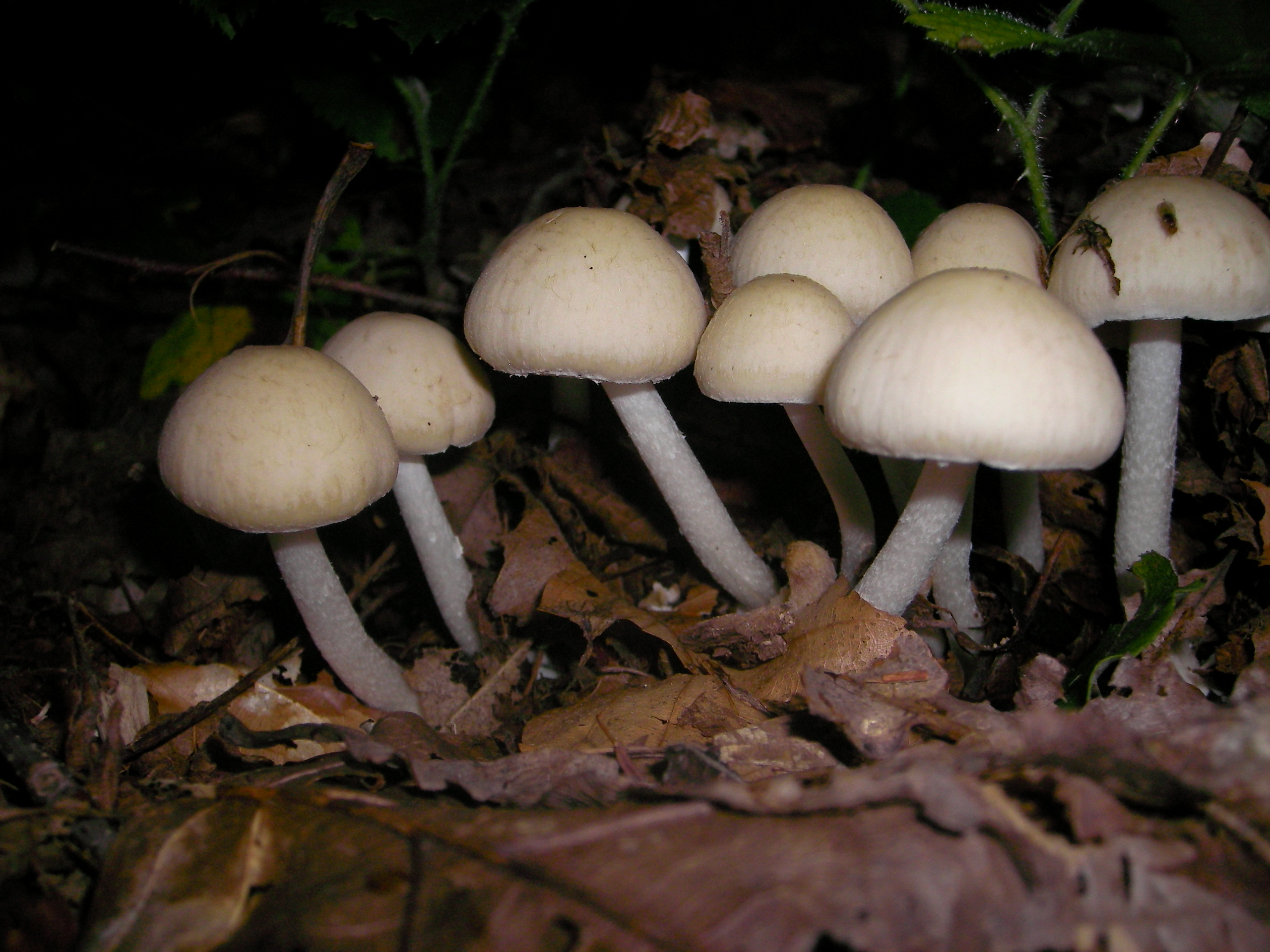
Młode okazy

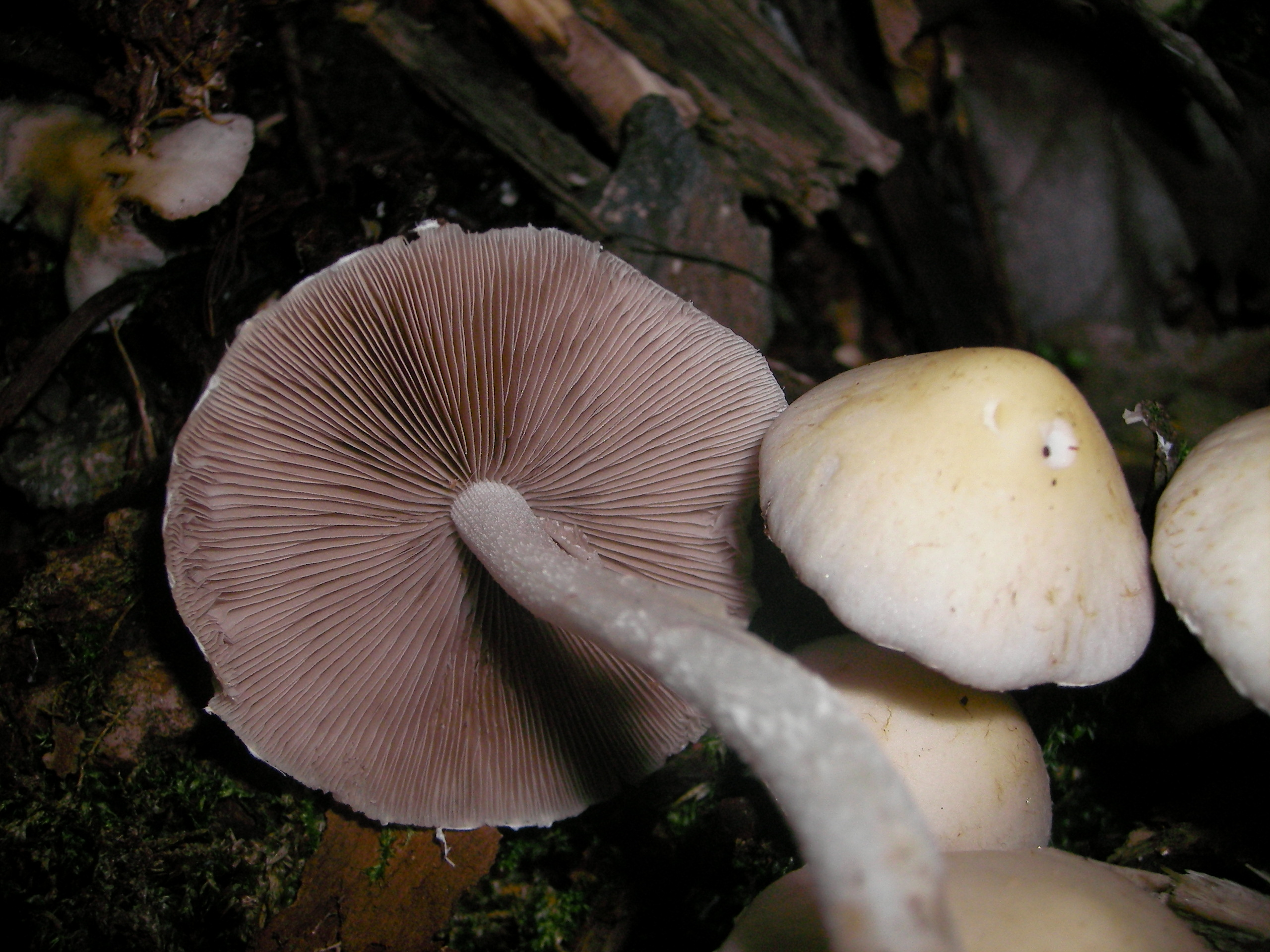
Blaszki kruchaweczki zaroślowej

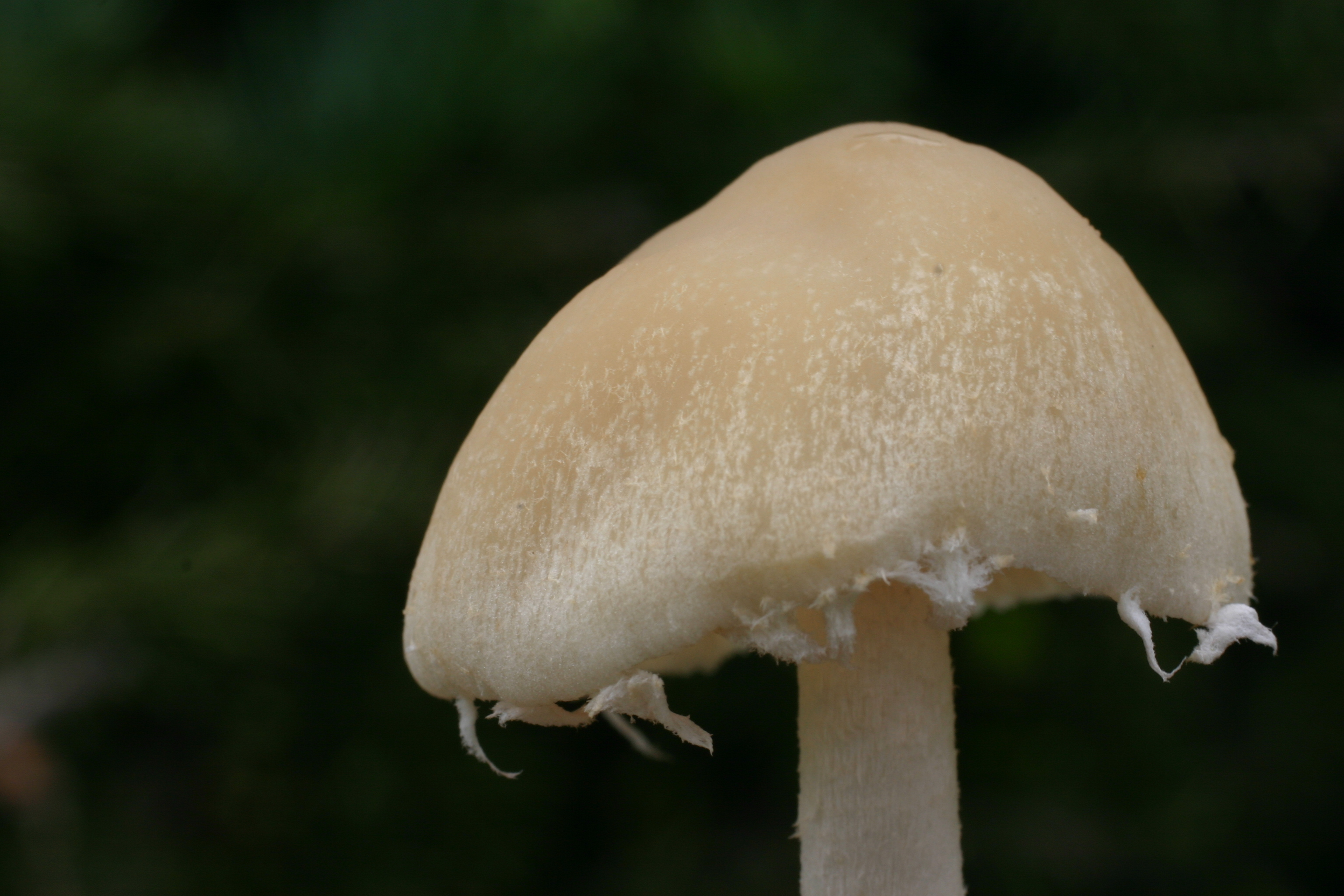
Strzępy osłony zwisające na brzegach kapelusza

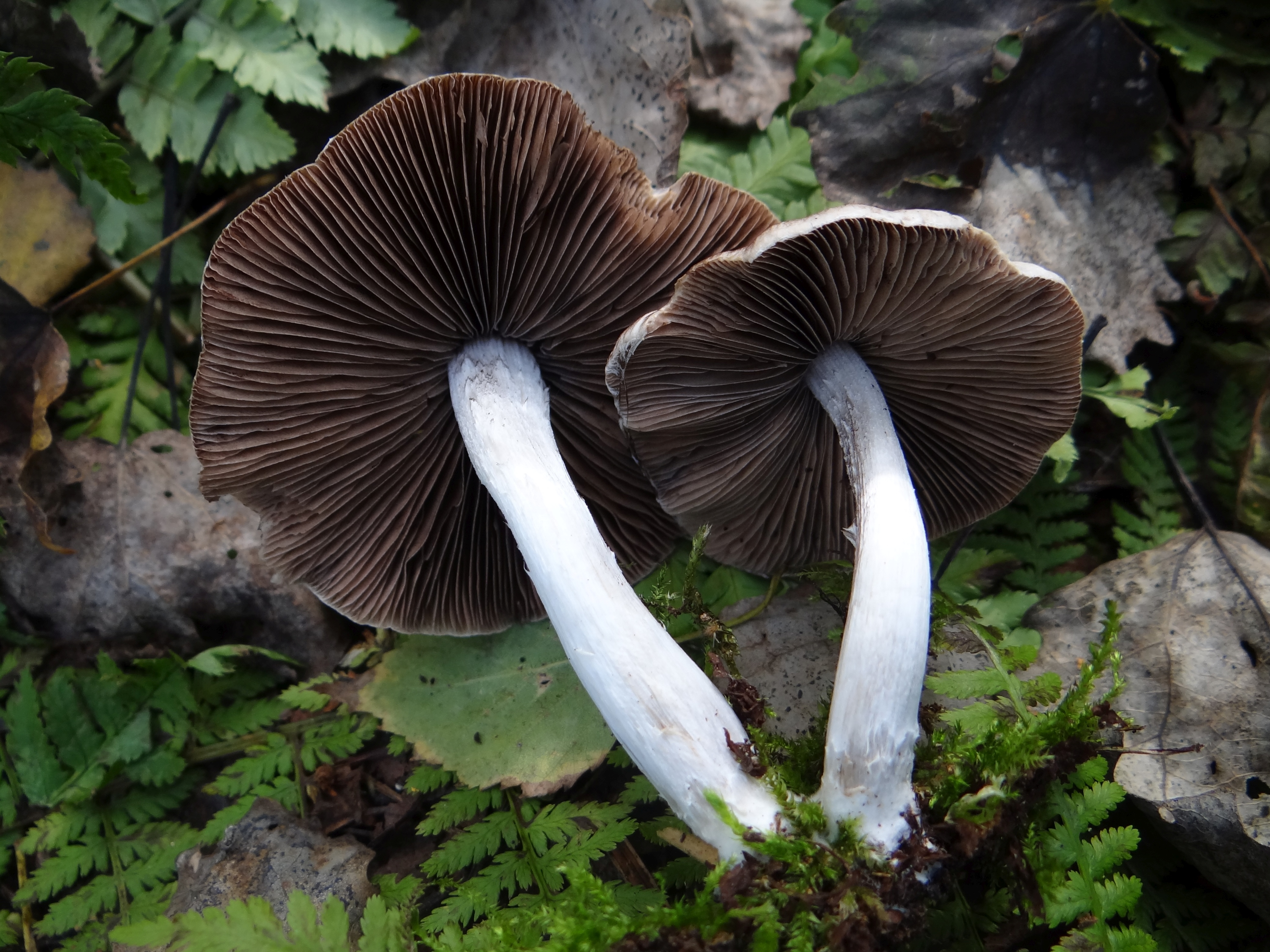
Starsze okazy

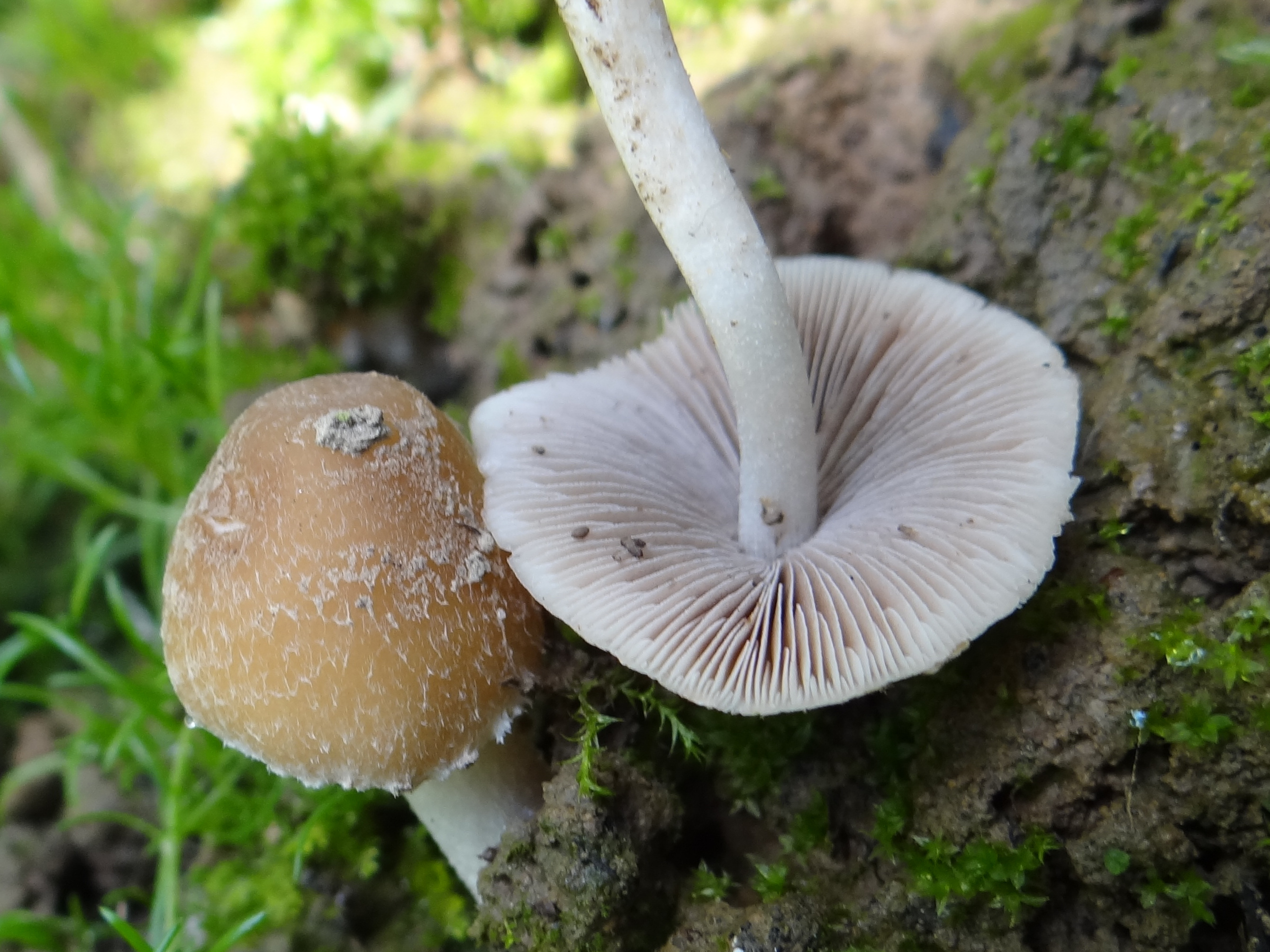

Kruchaweczka zaroślowa (Candolleomyces candolleanus (Fr.) D. Wächt. & A. Melzer) – gatunek grzybów z rodziny kruchaweczkowatych (Psathyrellaceae).

## Systematyka i nazewnictwo
Pozycja w klasyfikacji według Index Fungorum: Candolleomyces, Psathyrellaceae, Agaricales, Agaricomycetidae, Agaricomycetes, Agaricomycotina, Basidiomycota, Fungi.
Po raz pierwszy takson ten opisał w 1818 r. Elias Fries, nadając mu nazwę Agaricus candolleanus. Obecną nazwę nadali mu w 2020 r. D. Wächt. i A. Melzer, przenosząc go do rodzaju Candolleomyces. Ma ponad 40 synonimów łacińskich. Niektóre z nich:

- Agaricus appendiculatus Bull. 1789
- Agaricus appendiculatus var. lanatus Berk. & Broome 1881
- Agaricus candolleanus Fr. 1818
- Agaricus candolleanus Fr. 1818 var. candolleanus
- Agaricus catarius Fr. 1874
- Agaricus egenulus Berk. & Broome 1861
- Agaricus felinus Pass. 1872
- Agaricus stipatus var. appendiculatus (Bull.) Pers. 1801
- Agaricus vinosus Corda 1841
- Drosophila candolleana (Fr.) Quél. 1886
- Hypholoma appendiculatum (Bull.) Quél. 1872
- Hypholoma candolleanum (Fr.) Quél. 1872
- Hypholoma catarium (Fr.) Massee 1892
- Hypholoma felinum Pass. 1887
- Hypholomopsis appendiculata (Bull.) Earle 1909
- Psathyra appendiculata (Bull.) G. Bertrand 1901
- Psathyra candolleana (Fr.) G. Bertrand 1901
- Psathyra corrugis var. vinosa (Corda) Rea 1922
- Psathyrella appendiculata (Bull.) Maire & Werner 1938
- Psathyrella candolleana (Fr.) Maire 1937
- Psathyrella egenula (Berk. & Broome) M.M. Moser 1953
- Psathyrella microlepidota P.D. Orton 1960

Polską nazwę podali Barbara Gumińska i Władysław Wojewoda w 1968 r. W polskim piśmiennictwie mykologicznym gatunek ten opisywany był też jako maślanka de Candolle’a. Nazwy te są niespójne z aktualną nazwą naukową.

## Morfologia
Kapelusz
Średnica 3–8 cm, u młodych okazów dzwonkowaty, potem szeroko rozpostarty, na starość całkiem płaski, ale niewgłębiony. Podczas wilgotnej pogody jest beżowożółty lub żółtobrązowy, podczas suchej ma barwę od białawej do kremowej, starsze okazy stają się fioletowoszare od prześwitujących blaszek. Młode okazy pokryte są białą, pajęczynowatą osłoną. Znika ona dość szybko, pozostając jedynie przy brzegu, gdzie tworzy bladokremowe kosmki. Gatunek ten cechuje się jednak dużą zmiennością morfologiczną pod względem barwy kapelusza i ilości jego osłony.
Blaszki
U młodych okazów białe, potem szaroliliowe, w końcu czekoladowobrązowe. Często mają fioletowoszary kolor. Są bardzo gęste i mają ostrza białawo orzęsione (można to dostrzec tylko przez lupę).
Trzon
Wysokość 4–8 cm, grubość 2–3 mm. Jest cylindryczny, podłużnie włóknisty i bardzo łamliwy. Z początku ma białawy kolor i jest pełny, potem staje się ciemniejszy i pusty w środku.
Miąższ
Bladoszarobrązowy, cienki, kruchy. Ma słaby grzybowy zapach, smak niewyraźny.
Cechy mikroskopowe;
Wysyp zarodników: ciemnobrunatny. Bazydiospory elipsoidalne ze ściętym końcem, gładkie, o rozmiarach 6,5–9,5 × 4–5 μm. W KOH barwią się na ciemnobrązowo. Pleurocystyd brak, cheilocystydy liczne. Są zgrubiałe, mają kształt od cylindrycznego do wielokształtnego i rozmiar około 50 × 15 μm.
Gatunki podobne
Jest wiele podobnych gatunków kruchaweczek, np. kruchaweczka namakająca (Psathyrella piluliformis) o brązowym kapeluszu, ale może być mylona również z podobną kruchawicą aksamitną (Lacrymaria lacrymabunda).

## Występowanie i siedlisko
Występuje na wszystkich kontynentach poza Antarktydą i Afryką (ale jest na Wyspach Kanaryjskich u jej wybrzeży). W Europie Środkowej jest szeroko rozprzestrzeniony i wszędzie częsty. W Polsce jest bardzo pospolity.
Rośnie w lasach liściastych, oraz w ogrodach i parkach. Nadrzewny grzyb saprotroficzny, którego grzybnia rozwija się na zbutwiałym drewnie i na korze. Często rośnie pozornie na ziemi, jednak w istocie rośnie na zagrzebanym w niej zbutwiałym drewnie. Spotkać go można od wczesnego lata do późnej jesieni. Preferuje gleby gliniaste, obojętne lub lekko zasadowe, unika gleb kwaśnych. Występuje zarówno pojedynczo, jak i w kępach.

## Znaczenie
Grzyb jadalny, w Polsce na ogół nie jest zbierany. Jednak w okresie braku innych grzybów jego zbieranie, mimo małych rozmiarów może być opłacalne. Można z niego przyrządzić zupę.